# فروكتوسو ريفيرا
فروكتوسو ريفيرا (17 أكتوبر 1784 - 13 يناير 1854) هو جنرال أورغوياني حارب من أجل تحرير الأوروغواي من الحكم البرازيلي وشغل منصب رئيس الأوروغواي مرتين.